# South Kilvington
South Kilvington is een civil parish in het bestuurlijke gebied Hambleton, in het Engelse graafschap North Yorkshire met 243 inwoners.